# 神谷里彩
神谷里彩（かみや　りさ、1995年12月30日 - ）は日本の女性ファッションモデル、タレント、沖縄県国頭郡恩納村出身。ネイムマネジメント所属。
身長160cm、靴のサイズ27.0cm

## 来歴
- エリートモデルルック2008（エリートジャパン（現・ネイムマネジメント）主催）にて芸能部門グランプリを受賞。
- 沖縄地区限定のオーディション番組『沖縄んアイドル』第2期生エイベックス賞受賞。
- 沖縄県を中心にCMや雑誌などに出演するなどタレントとして活躍している。